# Tina Trstenjak
Tina Trstenjak (Celje, 24 de agosto de 1990) es una deportista eslovena que compite en judo.
Participó en dos Juegos Olímpicos de Verano, obteniendo dos medallas, oro en Río de Janeiro 2016 y plata en Tokio 2020, ambas en la categoría de –63 kg. En los Juegos Europeos de Bakú 2015 consiguió dos medallas, plata en –63 kg y bronce por equipo.
Ganó cuatro medallas en el Campeonato Mundial de Judo, entre los años 2014 y 2018, y siete medallas en el Campeonato Europeo de Judo entre los años 2013 y 2021.

## Palmarés internacional
| Juegos Olímpicos   | Juegos Olímpicos        | Juegos Olímpicos  | Juegos Olímpicos |
| Año                | Lugar                   | Medalla           | Categoría        |
| ------------------ | ----------------------- | ----------------- | ---------------- |
| 2016               | Río de Janeiro (Brasil) | Medalla de oro    | –63 kg           |
| 2020               | Tokio (Japón)           | Medalla de plata  | –63 kg           |
| Campeonato Mundial |                         |                   |                  |
| Año                | Lugar                   | Medalla           | Categoría        |
| 2014               | Cheliábinsk (Rusia)     | Medalla de bronce | –63 kg           |
| 2015               | Astaná (Kazajistán)     | Medalla de oro    | –63 kg           |
| 2017               | Budapest (Hungría)      | Medalla de plata  | –63 kg           |
| 2018               | Bakú (Azerbaiyán)       | Medalla de bronce | –63 kg           |
| Juegos Europeos    |                         |                   |                  |
| Año                | Lugar                   | Medalla           | Categoría        |
| 2015               | Bakú (Azerbaiyán)       | Medalla de plata  | –63 kg           |
| 2015               | Bakú (Azerbaiyán)       | Medalla de bronce | Equipo           |
| Campeonato Europeo |                         |                   |                  |
| Año                | Lugar                   | Medalla           | Categoría        |
| 2013               | Budapest (Hungría)      | Medalla de bronce | –63 kg           |
| 2014               | Montpellier (Francia)   | Medalla de plata  | –63 kg           |
| 2015               | Bakú (Azerbaiyán)       | Medalla de plata  | –63 kg           |
| 2016               | Kazán (Rusia)           | Medalla de oro    | –63 kg           |
| 2017               | Varsovia (Polonia)      | Medalla de oro    | –63 kg           |
| 2018               | Tel Aviv (Israel)       | Medalla de plata  | –63 kg           |
| 2021               | Lisboa (Portugal)       | Medalla de oro    | –63 kg           |